# 4796 Lewis
4796 Lewis eller 1989 LU är en asteroid i huvudbältet som upptäcktes 3 juni 1989 av den amerikanske astronomen Eleanor F. Helin vid Palomar-observatoriet. Den är uppkallad efter Joseph och Anne Lewis, vänner till upptäckaren.